# Filmantrieb
Der Filmantrieb ist die zentrale mechanische Einheit der filmtechnischen Grundgeräte Kamera, Kopiermaschine und Projektor, also das Herz der Kinematografie. Die Filmantriebe der Pioniere sind Lösungen der Aufgabe, (perforierte) Filmstreifen wiederholt um eine bestimmte Strecke voranzutreiben und zur Belichtung stillzusetzen oder auf andere Art nutzbar zu machen. Es gibt einige Ideen für Filmantriebe, die schon lange fast unverändert in Gebrauch sind.

## Aufbau
Birt Acres (1854–1918) gab eine Darstellung einer Mechanik mit zwei so genannten Sternrädern. Die kleine Zeichnung rechts oben zeigt, wie auf der anderen Seite das zentrale Nockenrad c bei jeder Umdrehung die Sternräder zweimal weiterschaltet. Auf den Wellen der Sternräder sitzen Zahntrommeln, welche den Film miteinander Bild um Bild vorantreiben:
Es folgen sich vom Pfeil ausgehend Kondensor, Zweiflügel-Trommelblende, Film und Objektiv.

## Beispiele von Filmantrieben
Zu den ältesten Filmantrieben gehört der so genannte Schlägermechanismus. Er wurde von Georges Emile Joseph Démény 1893 eingeführt, die « came Démény », und immer wieder ausprobiert. Dass die Schlägerprojektoren verschwunden sind, hat seinen Grund bei den Spleißen der zusammengesetzten gefärbten Stummfilmkopien gehabt, die oft richtiggehend zerschlagen worden sind. Jean-Aimé LeRoy hat 1893–94 den ersten amerikanischen Schlägerprojektor erstellt.
Filmbetrachter und Schneidetische sind im Allgemeinen mit kontinuierlichem Filmantrieb versehen. Das vom Film kommende Licht fällt durch ein Glasprisma mit gerader Anzahl parallel planer Stirnflächen, wobei das Prisma doppelt so schnell rotiert, wie der Film an ihm vorbeiläuft. Dadurch kommt es zum so genannten optischen Ausgleich der Bildwanderung. Einfache Filmbetrachter haben einen Vierflächner eingebaut. Teure Bearbeitungstische weisen Prismen mit 12 bis 20 Flächen auf. Sie funktionieren praktisch flimmerfrei. Projektoren mit kontinuierlichem Filmantrieb und Spiegeln sind der Mechau-Apparat und der Perfectone-Unitor. Stand der Technik: 1900
Die Schaltrolle in Verbindung mit einem Sternrad, Sonderfall Malteserkreuz, kommt praktisch in allen Kinoprojektoren vor. Das Malteserkreuz-Gesperre ist Stand der Technik 1896 seit Oskar Messters Beitrag einer Schwungmasse auf der Stiftwelle.
Der Rätschengreifer ist an seinem abgeschrägten Zahn erkennbar und daran, dass er federnd nachgibt, wenn man ihn eindrückt. Bekannte 35-mm-Film-Kameras mit diesem Antrieb sind die Pathé von 1896 und der Eclair-Caméflex von 1946. Bei den 16-mm-Film-Kameras ist die Canon-Scoopic als Rätschengreiferapparat bekannt (1965). In den meisten Super-8-Kameras ist der Rätschengreifer vorhanden.
Der gesteuerte Greifer wurde aus dem Domitor Lumière bekannt. Dabei ist 1894 der Stand der Technik der Nähmaschine übernommen worden.
Ein bemerkenswerter Filmantrieb ist im « Debrie Grande Vitesse » verwirklicht. Diese Kamera ermöglicht Aufnahmen von Hand bis 240 Bilder pro Sekunde mit gesteuertem Doppelgreifer, das heißt mit zweizähnigem Greifer in beiden Lochreihen. Ein Sperrstiftepaar fixiert den Film für die Belichtung beidseits vom Bildfenster. Erfinder: Emile Labrély, Patente 1919 und 1920
Ein anderes Prinzip des Filmantriebs findet sich in Wellenschleifenmechanismen, zum Beispiel dem „Rolling-Loop Mechanism“ der Projektoren von IMAX. Das Material wird nicht linear transportiert, sondern in wellenförmigen Schleifen, die hintereinander entstehen, den Versatz von jeweils einem Filmschritt am Bildfenster mit sich bringen, und nacheinander wieder verschwinden.

## Technische Ordnung
Man kann die bekannten Filmantriebe klassieren, wobei eine Klasse von den anderen dadurch verschieden ist, dass der Film ununterbrochen durchläuft. Stehendes Laufbild wird bei dieser Klasse 0 (Null) mit rotierenden Spiegeln, Prismen oder Objektiven erzielt.
In der Klasse 1 gibt es einfache Elemente, die den reibungsgebremsten Film bewegen, wie Schaltrolle, Exzenter (Schläger), Greifer u. a. m.
In der Klasse 2 gibt es zusätzliche Positionierorgane zur Festsetzung des Films, wie federnde Zungen, Sperrstifte (Sperrgreifer) u. a. m. Der Film ist nur minimal reibungsgebremst.
In der Klasse 3 gibt es mit dem Bildfenster fest verbundene Passstifte, auf die der Film gesetzt und wieder abgenommen wird.

## Materialien und Bauformen
Bei den Pionieren findet man Messing, Bronze und Stahl. Mit dem Ersten Weltkrieg findet der Übergang zur fast vollständigen Verwendung von Stählen statt. Zunehmend wird gehärteter Stahl eingesetzt, nitriergehärteter zum Beispiel bei den Handkameras von Bell & Howell, vereinzelt Keramik. In der Berufskamera wird der Filmantrieb zu einer leicht vom Kamerakörper trennbaren Einheit ausgebildet, so bei der Bell & Howell Standard und bei der Leonard-Mitchell.
Kopiermaschinen erhalten zum Teil sehr robuste Mechanik, da sie zunehmend von fachlich unausgebildeten Menschen bedient werden. Projektoren sind während Jahrzehnten mit schweren Gussgehäusen und soliden Stahlgetrieben ausgestaltet und besitzen fast durchweg Gleitlager mit Ölnuten. Während US-amerikanische Projektoren bis heute nur Stahlfilmbahnen aufweisen, wird bei anderen Fabrikaten seit den 1950er Jahren mit Kunststoffen gearbeitet. Entsprechend sind die Filmkopien in der neuen Welt gewachst, in der alten nicht.

## Leistungen
Der bis heute am genauesten arbeitende Filmantrieb ist derjenige, welcher mit den Berufskameras der Bell & Howell Co. 1912 bekannt wurde. Der Film wird mit seiner Perforation auf konische Passstifte gesetzt. Es gibt kein Spiel. Der Presssitz bringt die Genauigkeit der Lochform zum Tragen, die wiederholt weniger als einen Tausendstel Millimeter variiert. Ähnliche Passstiftemechanismen gibt es bei der Rackover-Kamera von Leonard (1917), bei der Auto Kine Camera von Newman & Sinclair (1927) und bei der Newman-Sinclair P 400 (1962).
Das Malteserkreuz-Gesperre in Ölkapsel vollführt im Laufe seines Lebens Milliarden von abgesetzten Drehungen der Schaltrolle. Zur Illustration sei nur erwähnt, dass 100 Minuten Tonfilm 144.000 Schaltungen ausmachen.
Mit den schnellsten intermittierend wirkenden Filmantrieben erreicht man 500 Bilder in der Sekunde, in Ausnahmefällen bis 1000. Es kommt Film mit Polyesterträger zum Einsatz.
So genannte Schnellschalter sind Filmantriebe für tragbare Schmal- und Kleinfilmprojektoren. Man versucht, die Lichtmenge zu vergrößern, indem man die Hellphase gegenüber der Dunkelphase erweitert. Voraussetzung dazu ist, dass möglichst wenig Filmmasse in einem verhältnismäßig langen, aber glatten Filmkanal bewegt wird. Als Nachteil dieser Antriebe muss man den Umstand ansehen, dass die Filmschonung in Frage gestellt ist, wenn es an der Gerätepflege mangelt.
Der Rolling-Loop-(Wellenschleifen)-Filmantrieb, wie er von der Firma IMAX (Image Maximization Systems Corp.) eingesetzt wird, transportiert das Filmmaterial in einer wellenartigen Bewegung. Er ist mit einem Vakuum-Bildfenster ausgerüstet, damit das relativ umfangreiche Filmstück trotz der Lampenhitze an einem geschliffenen und polierten Glas im Bildfenster, einem field flattener, anliegt. Zusätzlich halten 4 Sperrgreifer das aktuelle Filmbild fest, um optimalen Bildstand zu gewährleisten.
Mit der Mitchell NC, 1927, und der Sound Camera, 1932, gab es einen neuen Filmantrieb, bei dem die Wirkung von Transport- und Sperrgreifern überlappend ist. Der Film ist daher jederzeit geführt. Der Antrieb ist flink, leise und wie bei der Bell & Howell 2709 als Einheit der Kamera entnehmbar.